# پورشه ۹۴۴
پورشه ۹۴۴ (به انگلیسی: Porsche 944) خودروی اسپورتی بود، که از سال ۱۹۸۲ تا ۱۹۹۱ توسط شرکت پورشه و در کشور آلمان تولید می‌شد. طراحی آن از نوع خودروهای موتور جلو-محور عقب بوده است.